# Depsone

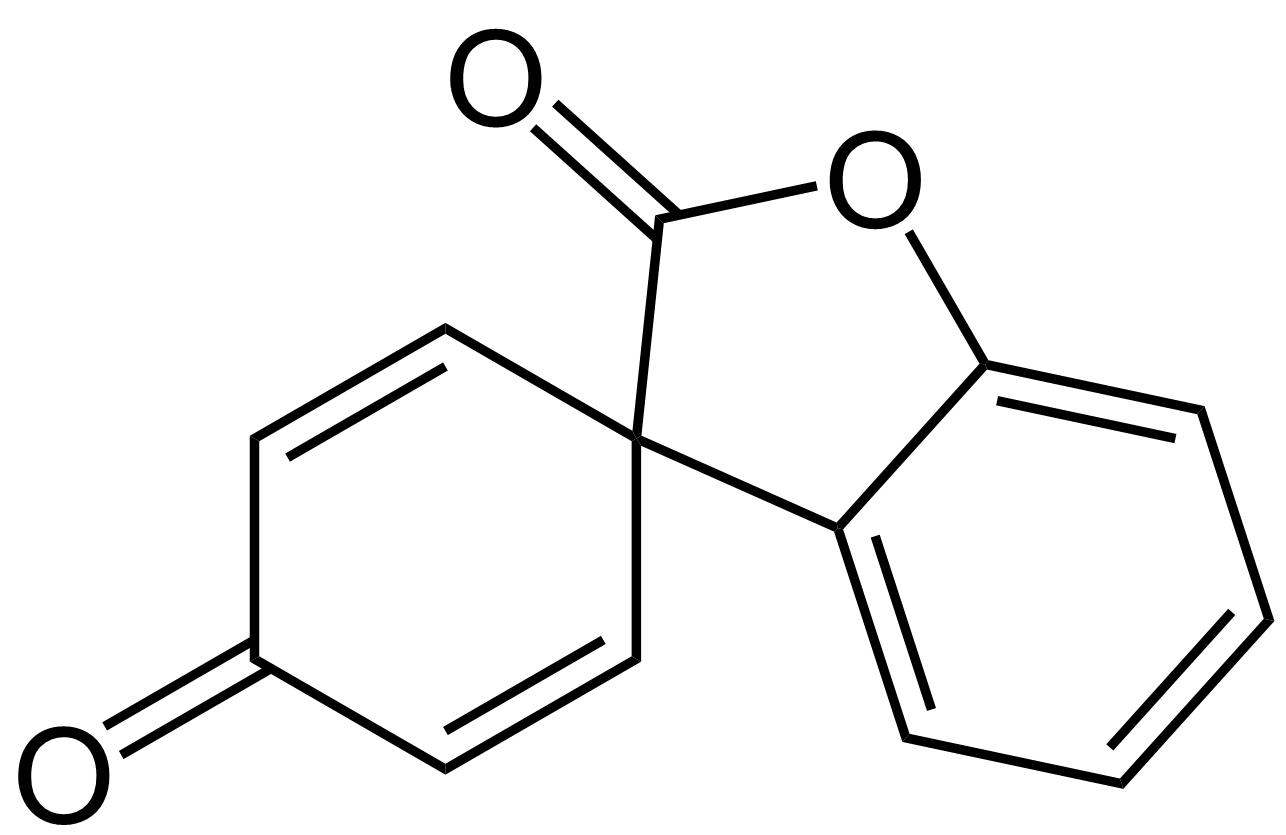
Grundstruktur der Depsone

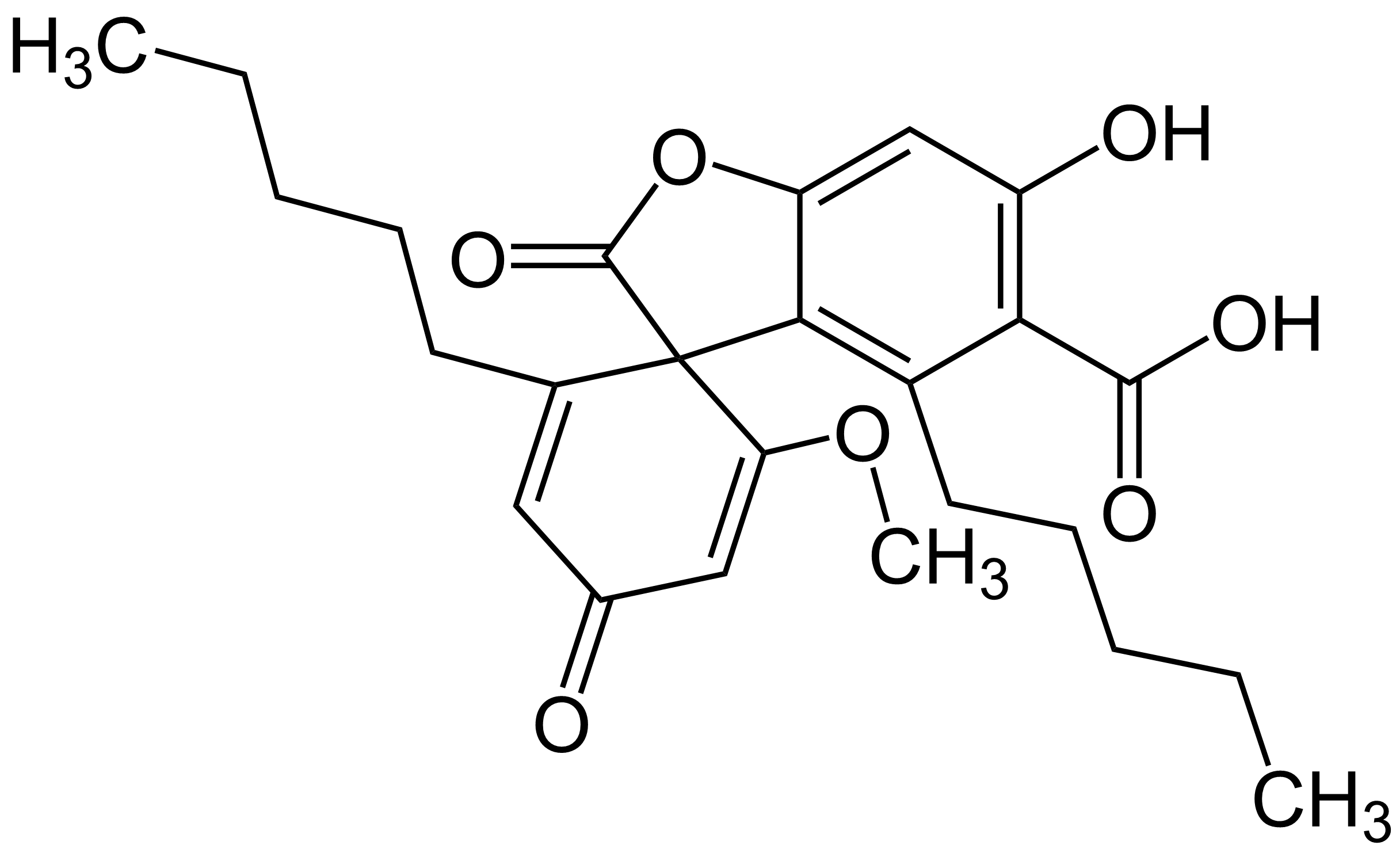
Picrolicheninsäure

Die Depsone bilden eine kleine Gruppe von aromatischen Flechtenstoffen. Zu ihnen zähen die Picrolicheninsäure, die Subpicrolicheninsäure sowie die Superpicrolicheninsäure.

## Biosynthese
Die Biosynthese der Depsone verläuft vermutlich über Depside durch Phenol-Oxidation.